# Brookesia vadoni
Brookesia vadoni is een hagedis uit de familie kameleons (Chamaeleonidae). Het is een van de kortstaartkameleons uit het geslacht Brookesia.

## Naam en indeling
Brookesia vadoni werd in 1968 in het Nationaal park Masoala door André Peyriéras ontdekt en datzelfde jaar wetenschappelijk beschreven door Édouard Raoul Brygoo en Charles Domergue. De soortaanduiding vadoni is een eerbetoon aan Jean Pierre Léopold Vadon (1904–1970).

## Uiterlijke kenmerken
Brookesia vadoni is een van de weinige kortstaartkameleons met groene lichaamskleuren, vooral de kop heeft bij veel exemplaren groene accenten. De meeste andere soorten zijn bruin van kleur. De groene kleuren hebben waarschijnlijk te maken met de ondergrond waarop de kameleon leeft; met mos begroeide bodems. Op het lichaam en de staart zijn duidelijke stekels aanwezig.

## Verspreiding en habitat

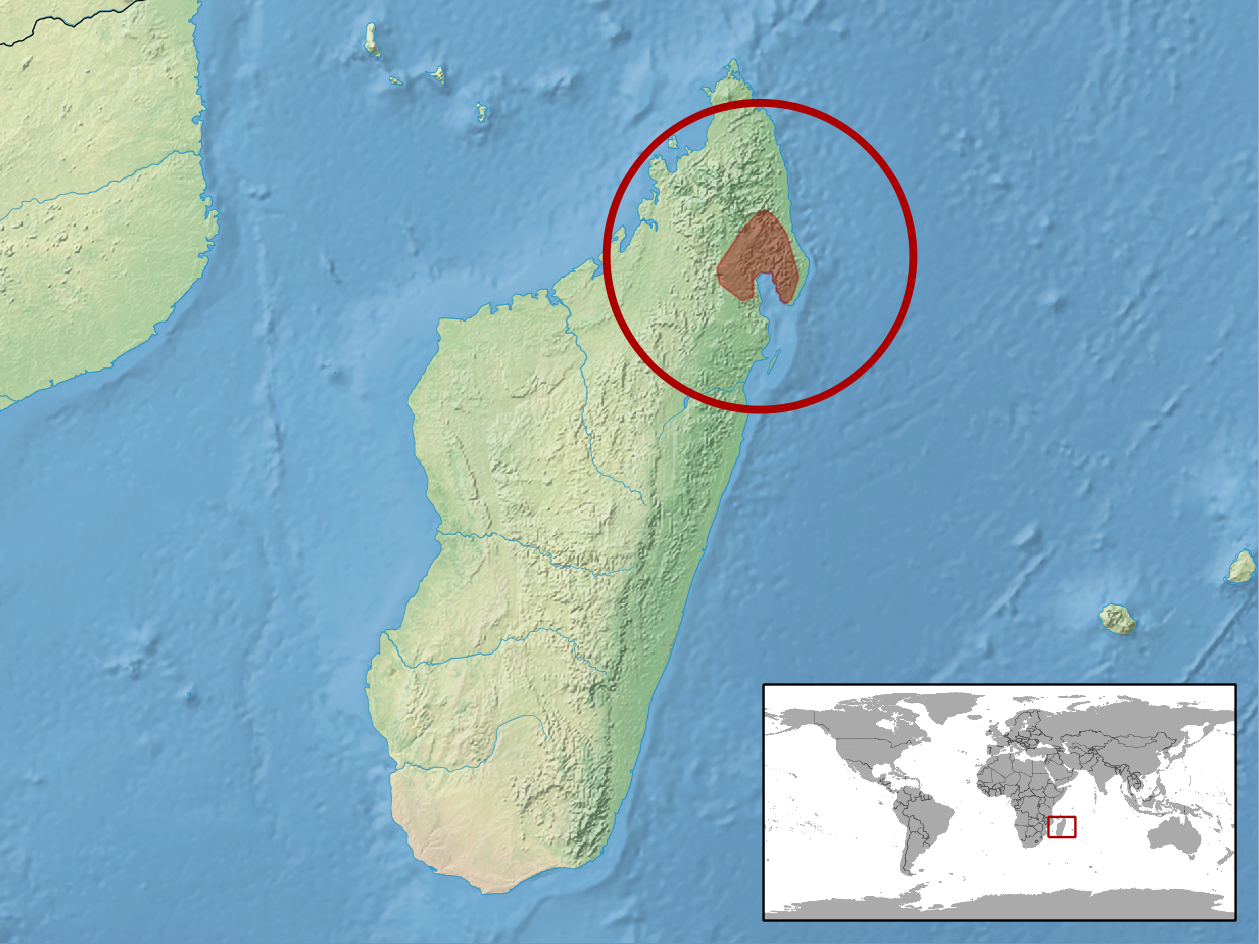
Verspreidingsgebied in Madagaskar in het rood.

De kameleon komt endemisch voor in delen van noordelijk Madagaskar.
De habitat bestaat uit de strooisellaag van vochtige tropische en subtropische bossen, zowel in laaggelegen gebieden als in hoger gelegen bergstreken. De soort is aangetroffen op een hoogte van ongeveer 600 tot 2130 meter boven zeeniveau.

## Beschermingsstatus
Door de internationale natuurbeschermingsorganisatie IUCN is de beschermingsstatus 'kwetsbaar' toegewezen (Vulnerable of VU).